# Eva Blomberg
Eva Laura Katarina Blomberg, född 6 april 1864, död 22 oktober 1932, var en svensk bokhandlare, musiker och konsertarrangör. 
Hon var dotter till A. T. Blomberg och faster till Rolf Blomberg. 
Eva Blomberg ägde och skötte Blombergska bokhandeln mellan 1893 och 1929. Hon var pianist, och känd för de turnéer med föreläsningar och konserter i kammarmusik som hon höll. Hon spelade under sin samtid en central roll för svensk kammarmusik och blev den första av sitt kön som fick pris av Mazerska Kvartettsällskapet.